# 비프리
비프리(B-FREE, 본명: 최성호, 1985년 8월 19일 ~ )는 대한민국의 래퍼 겸 프로듀서. 비트메이커.
현 뉴웨이브 레코즈의 대표이며, 2020년 싱글 '드라큘라' 발매부터 스톤쉽에서 매니지먼트를 받고 있고, 과거 하이라이트 레코즈와 코홀트의 소속 멤버였다. 1985년 8월 19일생으로 본명은 최성호, 하와이 출신 래퍼이다.
하이라이트 시절에는 레이블의 초기 이미지를 만드는데 알게 모르게 큰 중심이 되었다. REDDY와 오케이션을 하이라이트 레코즈에 들여오고 합작을 여러개를 발매하는 데에 도움을 주었다. 힙합 리스너들에게 최고의 레이블 컴필레이션 앨범 중 하나로 불리는 하이라이트 레코즈 2013년 앨범 Hi-Life를 사실상 총괄 프로듀싱 하였다. 하이라이트의 단체곡 비트인 My Team, 충치, 식구를 직접 프로듀싱 하기도 하였다.
2016년 5월 초, 하이라이트를 나온 뒤에 더블케이와 공동 사장으로 뉴웨이브 레코즈 독립 레이블을 세웠다. 이후 2017년에 더블케이가 그린웨이브라는 독립적인 레이블로 분화하면서 비프리가 단독 대표로 되었으며, 2021년 기준으로는 뉴웨이브 레코즈에 새로운 아티스트들을 영입하여 멤피스, 메탈 힙합 등의 각종 다양한 힙합 사운드 앨범을 발매하고 있다.
비프리는 과거 상해죄로 유죄 판결을 포함해 전과 6회가 있으며, 이번 사건 하루 전에도 같은 법원에서 상해 혐의로 벌금 300만원을 선고받았다. 또 2023년 초에는 국회의원 예비후보자의 선거사무원을 폭행해 벌금형을 받은 전력도 있다.

## 디스코그래피
자세한 내용은 B-FREE의 디스코그래피 문서를 참고하십시오.

## 논란
- 2013년, 방탄소년단에게 폭언을 해 비난 받았고 후에 사과했다.
- 2020년, 래퍼 킹치메인을 폭행했다.

비프리는 과거 상해죄로 유죄 판결을 포함해 전과 6회가 있으며, 이번 사건 하루 전에도 같은 법원에서 상해 혐의로 벌금 300만원을 선고받았다. 또 2023년 초에는 국회의원 예비후보자의 선거사무원을 폭행해 벌금형을 받은 전력도 있다.